# Некенмаркт
Некенмаркт (нім. Neckenmarkt) — ярмаркова громада округу Оберпуллендорф у землі Бургенланд, Австрія.
Некенмаркт лежить на висоті  225 м над рівнем моря і займає площу  26,9 км². Громада налічує 1704 мешканців. 
Густота населення 63/км².  
|                                     |
| Некенмаркт на мапі округу та землі. |

 Адреса управління громади: Rathausgasse 1, 7311 Neckenmarkt. 

## Демографія
Історична динаміка населення міста за даними сайту Statistik Austria

## Виноски
1. ↑  Dauersiedlungsraum der Gemeinden Politischen Bezirke und Bundesländer - Gebietsstand 1.1.2018 — Статистичне управління Австрії.
2. ↑  Einwohnerzahl 1.1.2018 nach Gemeinden mit Status, Gebietsstand 1.1.2018 — Статистичне управління Австрії.
3. ↑   www.neckenmarkt.eu
4. ↑  Gemeindedaten von Neckenmarkt

| Австрія | Це незавершена стаття з географії Австрії. Ви можете допомогти проєкту, виправивши або дописавши її. |